# Manifestation internationale cyclo-nudiste

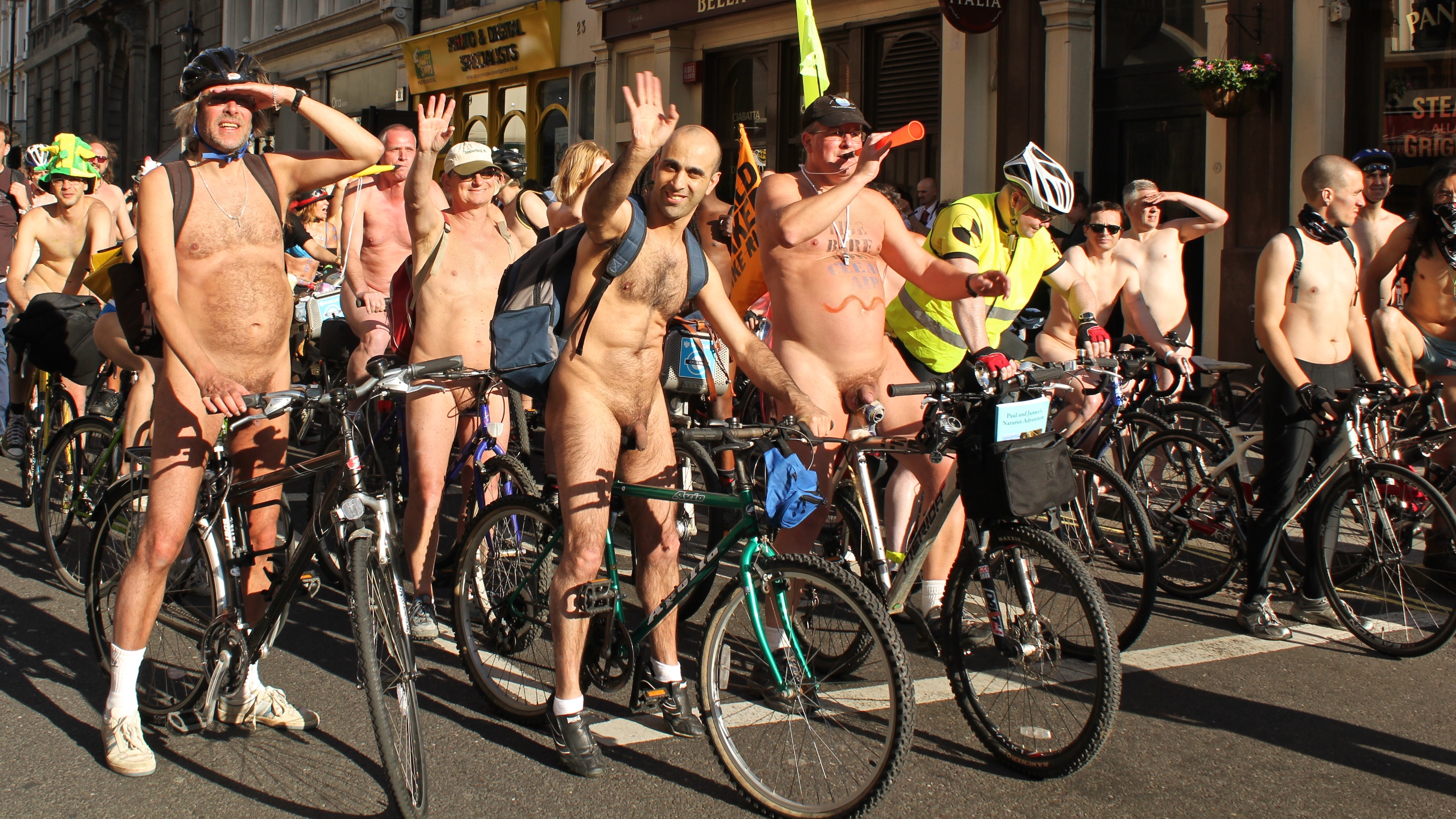
Manifestation cyclo-nudiste à Londres en juin 2012.

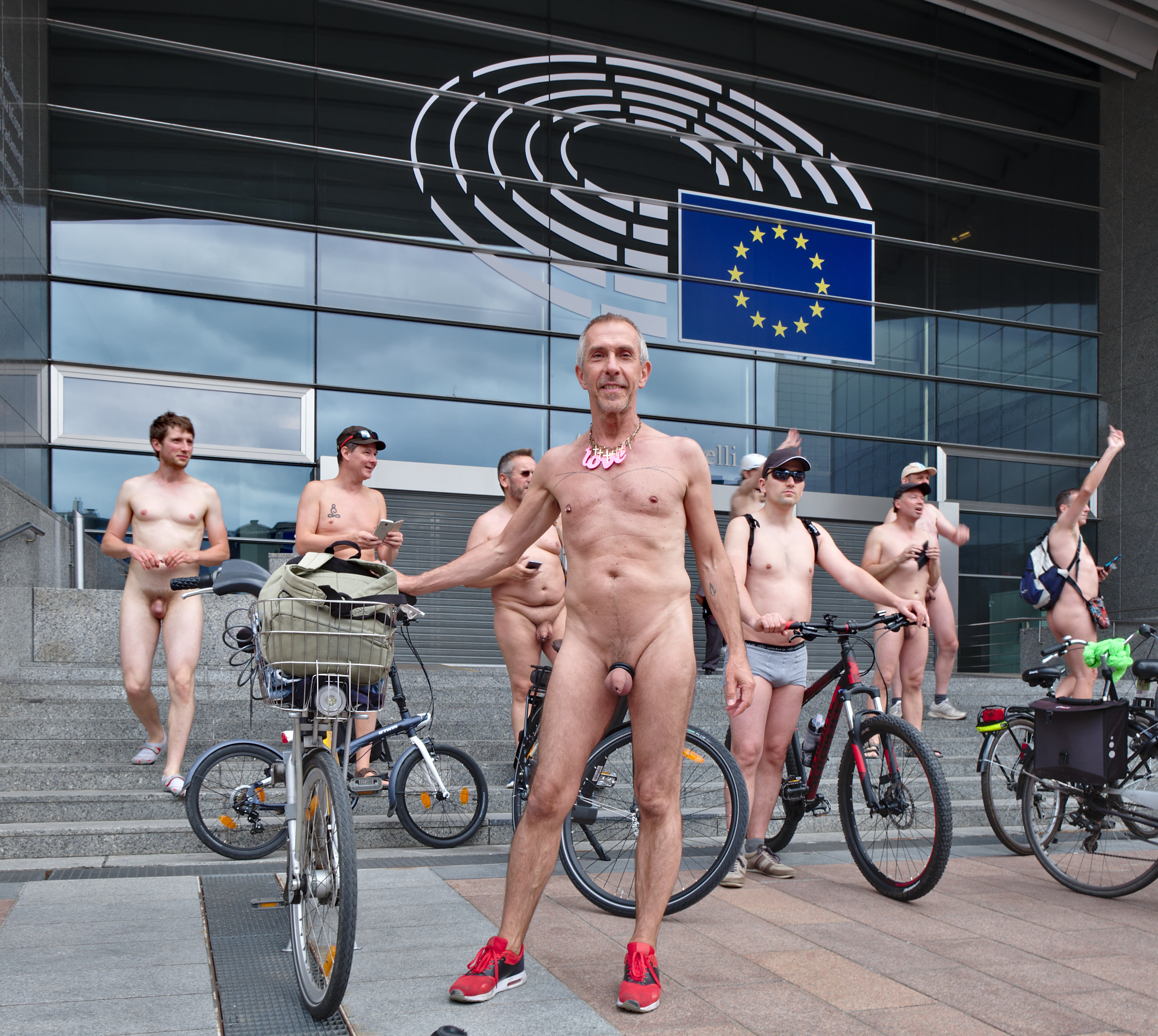
World Naked Bike Ride Brussels 2018 devant l'Espace Léopold au Parlement européen à Bruxelles. Juin 2018.

La Manifestation internationale cyclo-nudiste (ou Manifestation cyclo-nudiste mondiale ou Manifestation cyclonudiste internationale ou encore World Naked Bike Ride - WNBR) est un événement international durant lequel les participants défilent à vélo, groupés et nus pour protester contre la dépendance au pétrole et célébrer la puissance des corps.

## Historique
L'impulsion aurait été donnée en 2001 par la Coordinadora de Colectivos Ciclonudistas d’Aragon (Espagne) en appelant à des manifestations cyclo-nudistes dans des villes du monde entier pendant le mois de juin.
Conrad Schmidt, d'origine canadienne, organise la Naked Bike Rides pour le groupe Artists for Peace/Artists Against War (AFP/AAW) en 2002, puis la World Naked Bike Ride en 2003 avec pour slogan "As bare as you dare".
Dans chaque ville et d'une année à l'autre, les revendications, l'ampleur de la manifestation et le degré de nudité varient.
- La manifestation cyclo-nudiste de 2007 a eu lieu le 9 juin dans une trentaine de pays en Amérique du Nord, en Europe, et en Asie.
  - Celle de Paris, d’abord annoncée comme autorisée par la préfecture de police, a finalement été interdite par la préfecture et annulée avant le départ par les organisateurs de Vélorution. Cela n’a pas empêché plusieurs centaines de manifestants de défiler nus, torse nu ou habillés dans les rues de Paris avant d’être stoppés par les forces de l’ordre en arrivant à Opéra. Cinq personnes ont été interpellées pour « exhibition sexuelle ».

- La Manifestation internationale cyclo-nudiste de 2008 a eu lieu le samedi 7 juin dans ces mêmes pays de l'hémisphère nord (à Londres : samedi 14 juin).

#### Sites
- World Naked Bike Ride Site officiel international
- Manifestation internationale cyclo-nudiste Site officiel belge
- Site wiki du World Naked Bike Ride – Liste d'événements passés et à venir, information pour rejoindre des manifestations existantes ou en créer de nouvelles.
- Flyer du Mouvement cyclo-nudiste international (à télécharger)

#### Photos et vidéos
- Documentaire en quatre parties sur le premier World Naked Bike Ride à Londres
- Photos des World Naked Bike Ride sur Flickr
- Photos de la Cyclonue 2007 à Paris